# Michel-Philibert Genod
Michel-Philibert Genod, ou Michel Genod, est un peintre français né à Lyon le 20 septembre 1795 et mort dans la même ville le 24 juillet 1862.

## Biographie

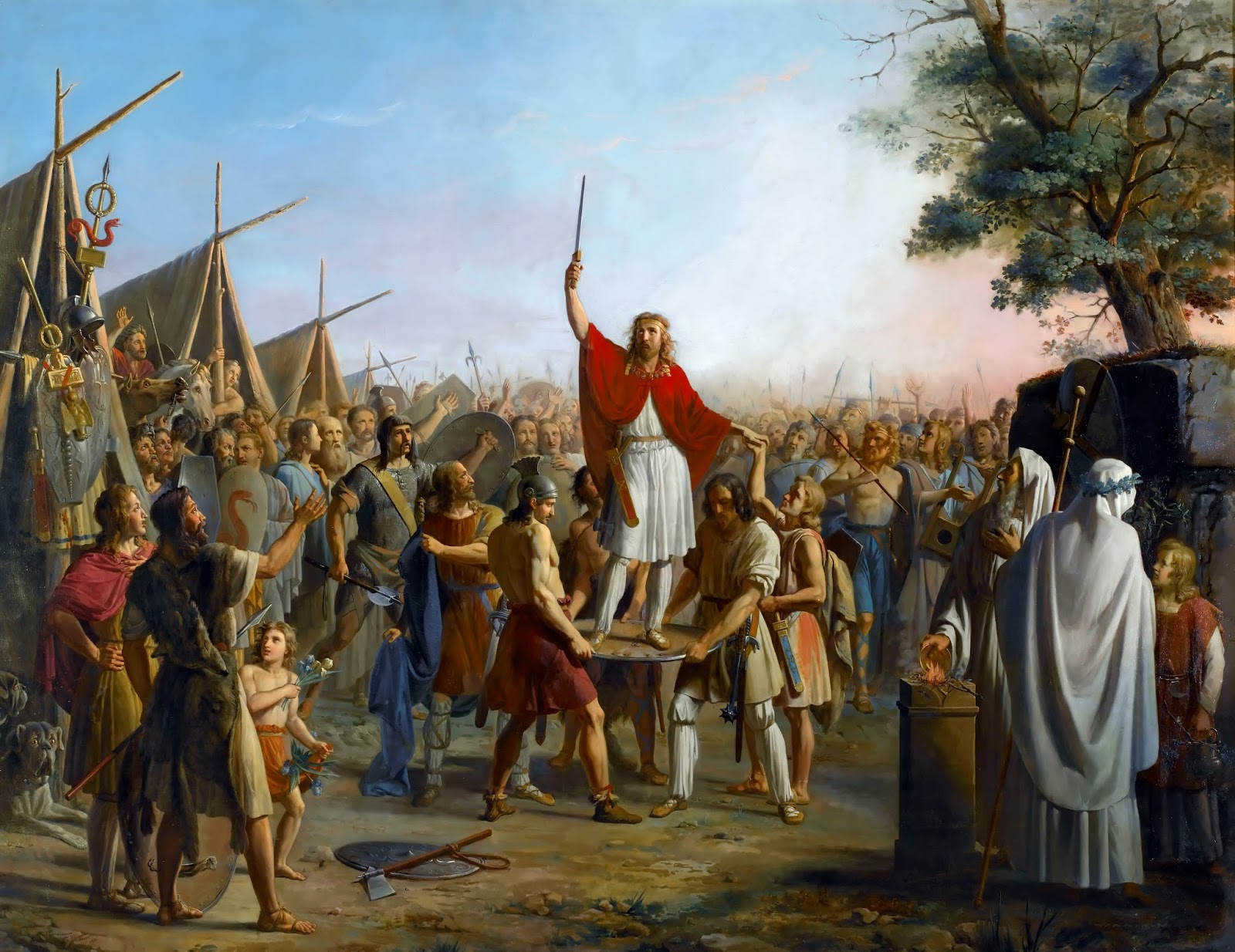
Pierre Révoil, Pharamond élevé sur le pavois (1845), tableau achevé par Michel-Philibert Genod. Versailles, musée de l'Histoire de France.

Michel-Philibert Genod est né à Lyon peu après le siège de la ville. Il est l'élève de Pierre Révoil à l'École des beaux-arts de Lyon. Il présente ses premiers tableaux au Salon de 1819 à Paris. Ses deux premiers envois, La Bonne mère, intérieur de cuisine et L'enfant malade, sont remarqués et achetés par le duc de Berry. Le roi Louis XVIII lui fait ce compliment : « Non seulement vous parlez aux yeux, mais vous parlez surtout au cœur[réf. nécessaire] ». Ces tableaux lui valent l'attribution de la médaille de 2e classe. Il remporte ensuite plusieurs médailles. Genod peint des scènes de genre familiales qui l'ont fait souvent appeler le Greuze lyonnais.
En 1839, il est nommé professeur à l'École des beaux-arts de Lyon et le reste jusqu'à sa mort.
Il termine en 1845 les tableaux commencés en 1841 par son maître Pierre Revoil sur l'histoire de Pharamond, dont le tableau Pharamond élevé sur le pavois (Versailles, musée de l'Histoire de France).

### Distinctions
Michel Genod est nommé chevalier de la Légion d'honneur le 15 novembre 1855. Il est élu membre de l'Académie des sciences, belles-lettres et arts de Lyon le 11 juin 1861.

## Collections publiques
- Bourg-en-Bresse, musée de Brou : Mariage de deux Bressans, béni par leur aïeul, 1822, huile sur toile[4].
- Lyon :
  - collégiale Saint-Just : Le Christ et la Samaritaine, 1840, huile sur toile.
  - église Saint-Nizier : Sainte Thérèse donnant son manteau à un pauvre, huile sur toile.
  - musée des Beaux-Arts : Une scène de l'inondation des Brotteaux (Lyon) en 1856, 1857, huile sur toile.
  - palais archiépiscopal : Saint Polycarpe refusant de sacrifier aux faux dieux, huile sur toile.
- Saint-Gaudens, Le Musée - Arts & Figures des Pyrénées Centrales : Scène de l'armée d'observation sur les Pyrénées, transféré du Louvre[5].

- Localisation inconnue : Moine des Pyrénées, 1825, huile sur toile, anciennement à Paris au musée du Luxembourg.

## Salons
- 1819 : La Bonne mère, intérieur de cuisine ; L'enfant malade ; Le Vestibule où sont les antiquités.
- 1822 : Mariage de deux Bressans, béni par leur aïeul, acheté par Louis XVIII (Bourg-en-Bresse, musée de Brou) ; Chasseur qui a blessé son chien ; Intérieur de salon, portraits de famille ; Sœur hospitalière donnant ses soins à un enfant malade.
- 1824 : Les Adieux d'un militaire français (musée des Beaux-Arts de Lyon) ; Scène de l'armée d'observation sur les Pyrénées ; Une jeune veuve qui vient de perdre son enfant, pleure devant son berceau vide ; Moine des Pyrénées, acheté en 1825 par Charles X pour le musée du Luxembourg (localisation inconnue) ; Une femme d'Arles, revenant des champs.
- 1833 : Il est sauvé !
- 1835 : Un tirailleur de la vieille garde pansé par sa femme ;  Un prisonnier d'État sous Louis XIII.
- 1839 : La Fête du bisaïeul.
- 1848 : Saint Laurent et les richesses de l'Église.
- 1855 : Fête de famille, la cinquantaine, présenté à l'Exposition universelle de 1855.
- 1857 : Une scène de l'inondation des Brotteaux (Lyon) en 1856, acheté par Napoléon III (musée des beaux-arts de Lyon) ; Un prisonnier et l'impitoyable consigne.
- 1861 : Le Roi boit ; Un apprenti peintre.

Œuvres de Michel-Philibert Genod
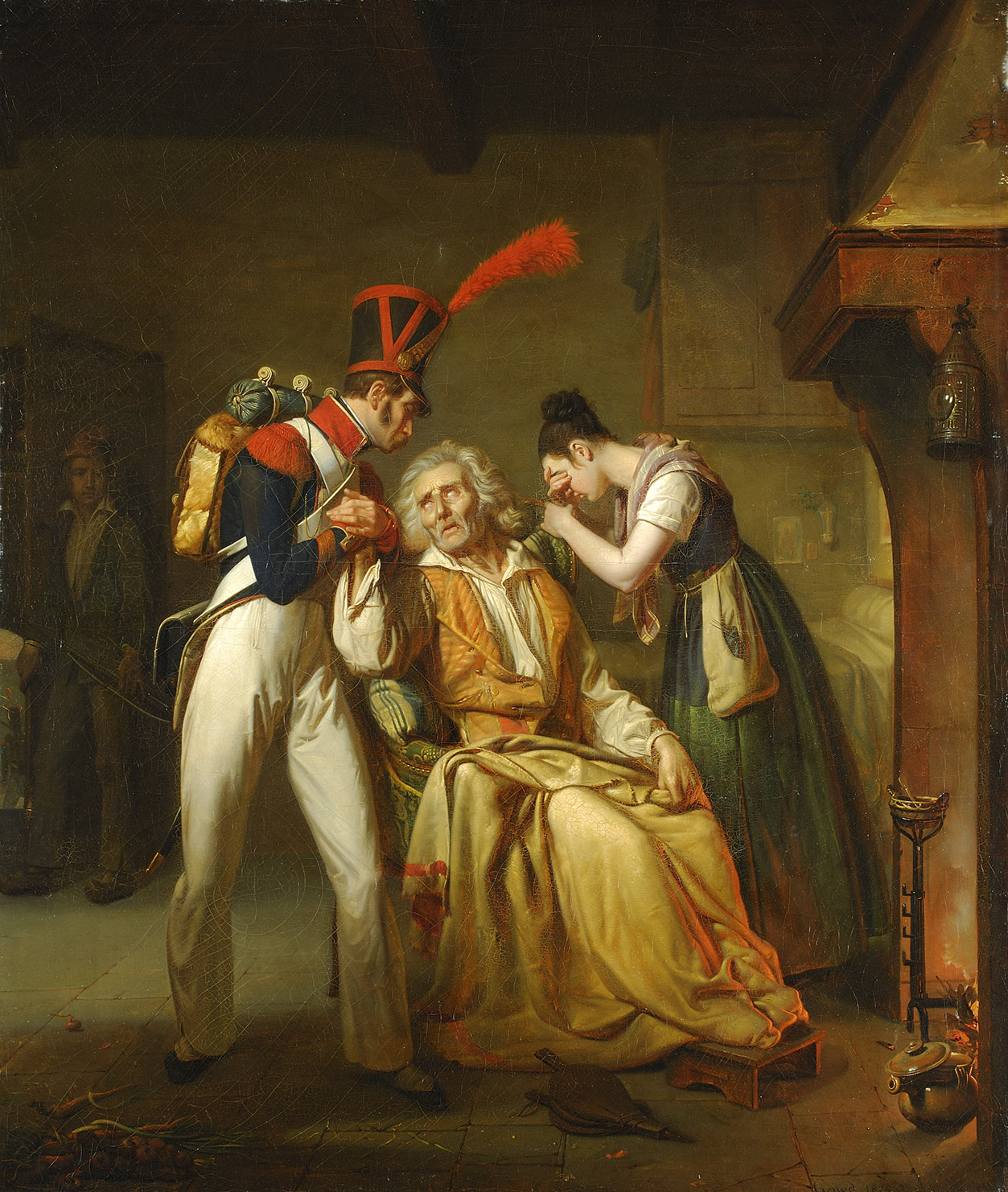
Les Adieux d'un militaire français (1824), musée des Beaux-Arts de Lyon.
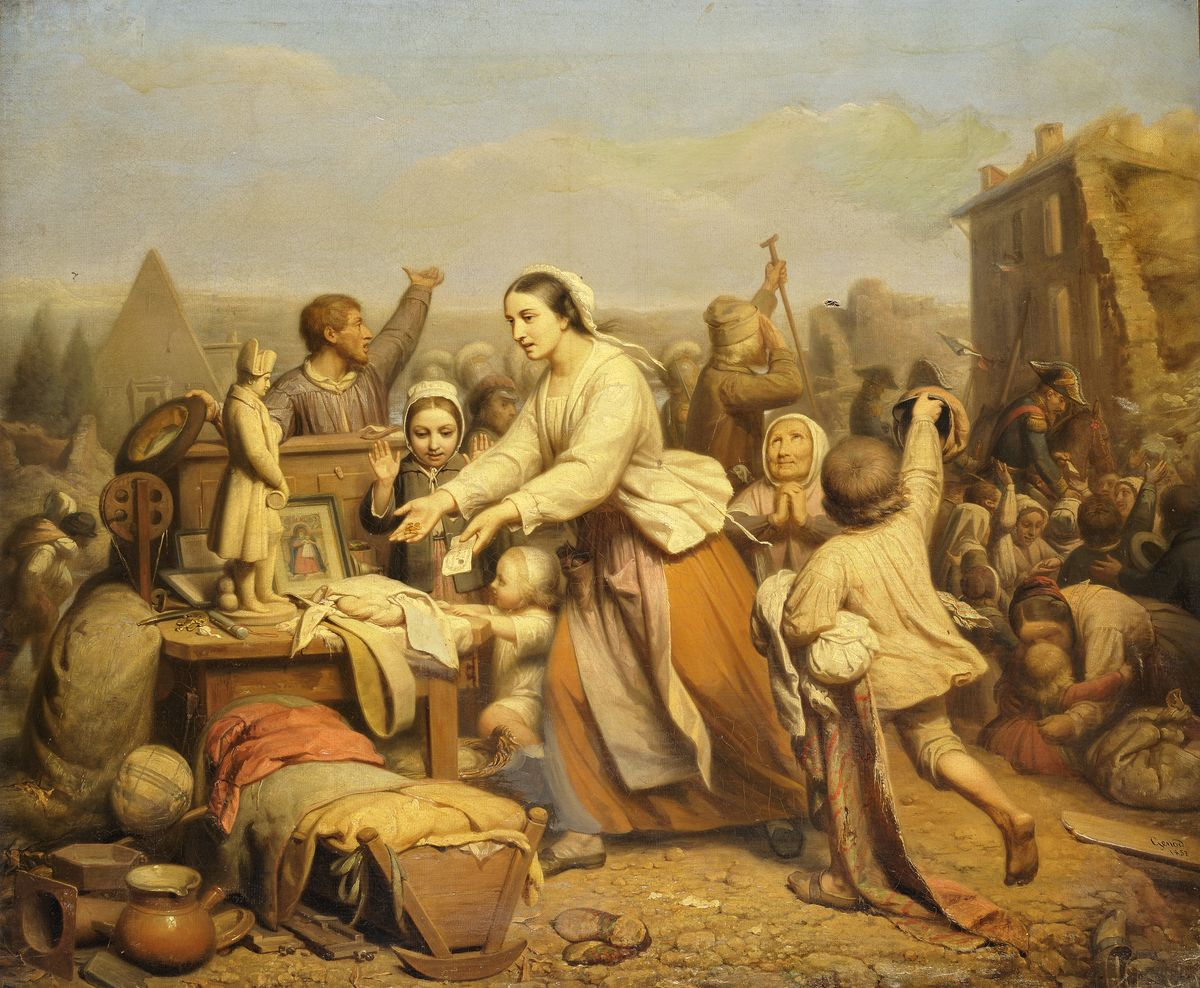
Napoléon III aux inondations de Lyon (1851), musée des Beaux-Arts de Lyon.

## Élèves
- Fleury Chenu